# Coppa del mondo di ciclocross 1997-1998
La Coppa del mondo di ciclocross 1997-1998, quinta edizione della competizione, si svolse tra il 26 ottobre 1997 ed il 18 gennaio 1998. Richard Groenendaal vinse il titolo.

## Uomini élite

### Risultati
| # | Data        | Città       | Evento                         | Vincitore           | Leader della Cl. mondiale |
| - | ----------- | ----------- | ------------------------------ | ------------------- | ------------------------- |
| 1 | 26 ottobre  | Eschenbach  | Cyclo-Cross Eschenbach         | Richard Groenendaal | Richard Groenendaal       |
| 2 | 22 novembre | Praga       | Praha Cyclo-Cross              | Dieter Runkel       | Richard Groenendaal       |
| 3 | 6 dicembre  | Solbiate    | Gran Premio dell'Epifania      | Daniele Pontoni     | Richard Groenendaal       |
| 4 | 21 dicembre | Koksijde    | Duinencross                    | Richard Groenendaal | Richard Groenendaal       |
| 5 | 4 gennaio   | Pontchâteau | Cyclo-Cross Pont-Château       | Daniele Pontoni     | Richard Groenendaal       |
| 6 | 18 gennaio  | Heerlen     | Internationale Veldrit Heerlen | Richard Groenendaal | Richard Groenendaal       |

### Classifica generale
| Pos. | Corridore           | Punti |
| ---- | ------------------- | ----- |
| 1    | Richard Groenendaal | 260   |
| 2    | Adrie van der Poel  | 212   |
| 3    | Daniele Pontoni     | 161   |
| 4    | Marc Janssens       | 137   |
| 5    | Dieter Runkel       | 129   |
| 6    | Radomír Šimůnek sr. | 109   |
| 7    | Peter Van Santvliet | 108   |
| 8    | Mario De Clercq     | 100   |
| 9    | Erwin Vervecken     | 98    |
| 10   | Jiri Pospisil       | 92    |